# Consolidated R2Y
El Consolidated R2Y "Liberator Liner" (Consolidated Model 39) fue un avión comercial derivado del bombardero B-24 Liberator, construido para la Armada estadounidense por Consolidated Aircraft.

## Diseño y desarrollo
El XR2Y-1, como fue conocido el único prototipo en la Armada estadounidense, usaba el ala de gran alargamiento y el tren de aterrizaje del Liberator. El fuselaje era un diseño enteramente nuevo, y el estabilizador vertical fue tomado del PB4Y Privateer. El diseño final se parecía mucho a un Boeing B-29 Superfortress más pequeño de ala alta, pero con ventanas para los pasajeros.
El avión estaba destinado a llevar pasajeros o carga a las distantes bases de la Armada, pero después de una breve evaluación, el prototipo fue desmilitarizado a mitad de los años 40, volvió a Convair, y fue alquilado a American Airlines como carguero, con el nombre "City of Salinas".

## Operadores
Estados Unidos
- Armada de los Estados Unidos
- American Airlines

## Especificaciones
Referencia datos: Jane's Fighting Aircraft of World War II

### Características generales
- Tripulación: Desconocido
- Capacidad: 48 pasajeros (más equipaje más 500 kg de correo)
- Carga: 5500 kg (tras modificaciones)
- Longitud: 27,45 m
- Envergadura: 33,55 m
- Perfil alar: Davis (22% en raíz hasta 9,3% en punta alar)
- Peso cargado: 25 000 kg
- Peso máximo al despegue: 29 000 kg
- Planta motriz: 4× motor radial de 14 cilindros en dos filas refrigerado por aire Pratt & Whitney R-1830-94.
  - Potencia: 900 kW (1200 hp) cada uno.

### Rendimiento
- Velocidad crucero (Vc): 380 km/h
- Alcance: 6400 km a 322 km/h

### Desarrollos relacionados
- Consolidated B-24 Liberator
- Consolidated PB4Y-2 Privateer

### Aeronaves similares
- Boeing 307 Stratoliner
- Boeing 377 Stratocruiser
- Consolidated C-87 Liberator Express

### Secuencias de designación
- Secuencia Numérica (interna de Consolidated): ← 34 - 36 - 37 - 39 - 40
- Secuencia R_Y (Aviones de Transporte de la Armada estadounidense, 1931-1962 (Consolidated, 1926-1954)): RY - R2Y - R3Y - R4Y

### Listas relacionadas
- Anexo:Aeronaves militares de los Estados Unidos (navales)